# Atos Technologies Austria
Die Atos Technologies Austria GmbH ist die österreichische Tochter des französischen IT-Dienstleisters Atos SE. Das Unternehmen entstand 2011 aus der Fusion von Siemens IT Solutions and Services und Atos Origin.

## Standorte

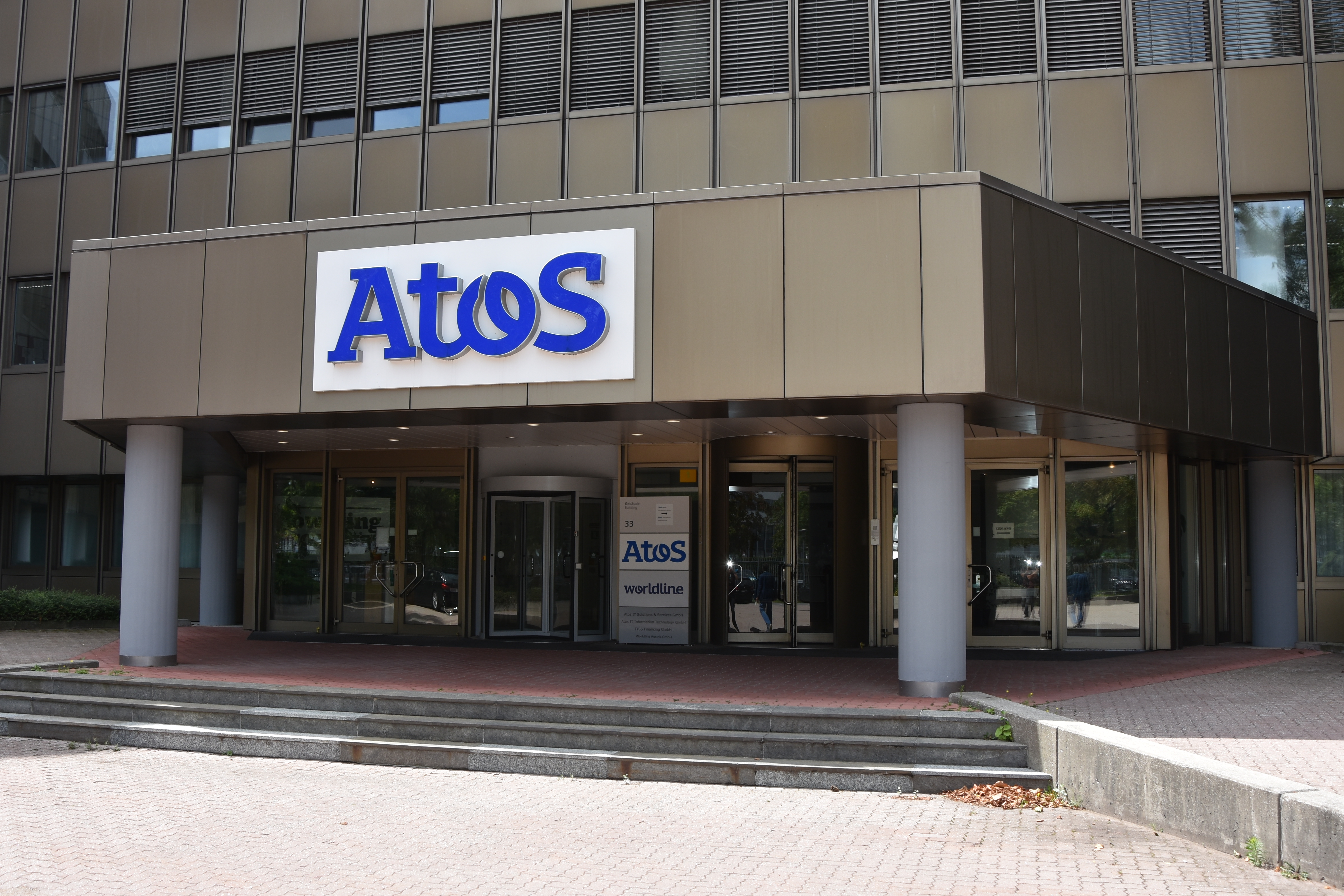
Zentrale der Atos IT Solutions and Services GmbH in Wien (Juli 2017)

Atos ist in 10 Städten bzw. an 18 Standorten in Österreich vertreten. Zu den größten Standorten gehören Graz, Klagenfurt, Leonding, Linz und Wien.

## Geschäftsfelder
Zu den Geschäftsfeldern von Atos gehören Infrastructure & Data Management, Business & Platform Solutions, Big Data & Security, Unified Communication & Collaboration Transactional sowie Cloud & Enterprise Software.

## Töchter und Beteiligungen
Atos Österreich hat Beteiligungen an folgenden Unternehmen:
- addIT Dienstleistungen GmbH & Co. KG – IT-Services in Kärnten
- unit-IT Dienstleistungs GmbH & Co. KG – Mobile Data Management für die Nahrungs- und Genussmittelindustrie in Oberösterreich
- TSG EDV-Terminal-Service Ges.m.b.H – Terminal- und Desktop-Services, § 6 Bankgeschäft
- Together Internet Services GmbH – Online-Versicherungsplattform
- cyberDOC GmbH & Co. KG – elektronische Archivierung von Urkunden
- Archivium Dokumentenarchiv Gesellschaft m.b.H. – elektronische Dokumentenarchivierung für Rechtsanwälte
- smart technologies Management-, Beratungs- und Beteiligungsgesellschaft m.b.H. – IT-Management für den Energiemarkt

## Data Center
Atos hat am Standort Wien einen Hochverfügbarkeits-Rechenzentrumsverbund mit einer Gesamtfläche von 1.800 m² errichtet. Dieser besteht aus dem Atos Data Center Vienna North (997 m²) sowie dem Atos Data Center Vienna South (812 m²) und steht Kunden in Österreich sowie in Mittel- und Osteuropa zur Verfügung.